# Druhé obléhání Vídně
Druhé obléhání Vídně jednotkami Osmanské říše mezi 14. červencem a 12. zářím roku 1683 skončilo vítězstvím obránců Vídně a znamenalo zahájení velké turecké války. Stály zde proti sobě jednotky států Svaté říše římské s jejími spojenci (Polsko-litevská unie, Papežský stát a Benátská republika) na jedné straně a jednotky Osmanské říše s jejími vazaly (Krymský chanát, Moldávie, Valašsko a Horní Uhry) na straně druhé. Obléhání skončilo bitvou u Vídně, při níž byly jednotky Osmanské říše a jejích vazalů poraženy a zahnány na útěk.

## Výchozí situace
Expanzní politika Osmanské říše dosáhla vrcholu. Roku 1673 byli Turci poraženi v bitvě u Chotyně hejtmanem Janem III. Sobieskim. Dne 31. března 1683 byla podepsána smlouva o vzájemné pomoci v boji proti Turkům mezi Leopoldem I. a polským králem Janem III. Sobieskim.

## Pevnost Vídeň

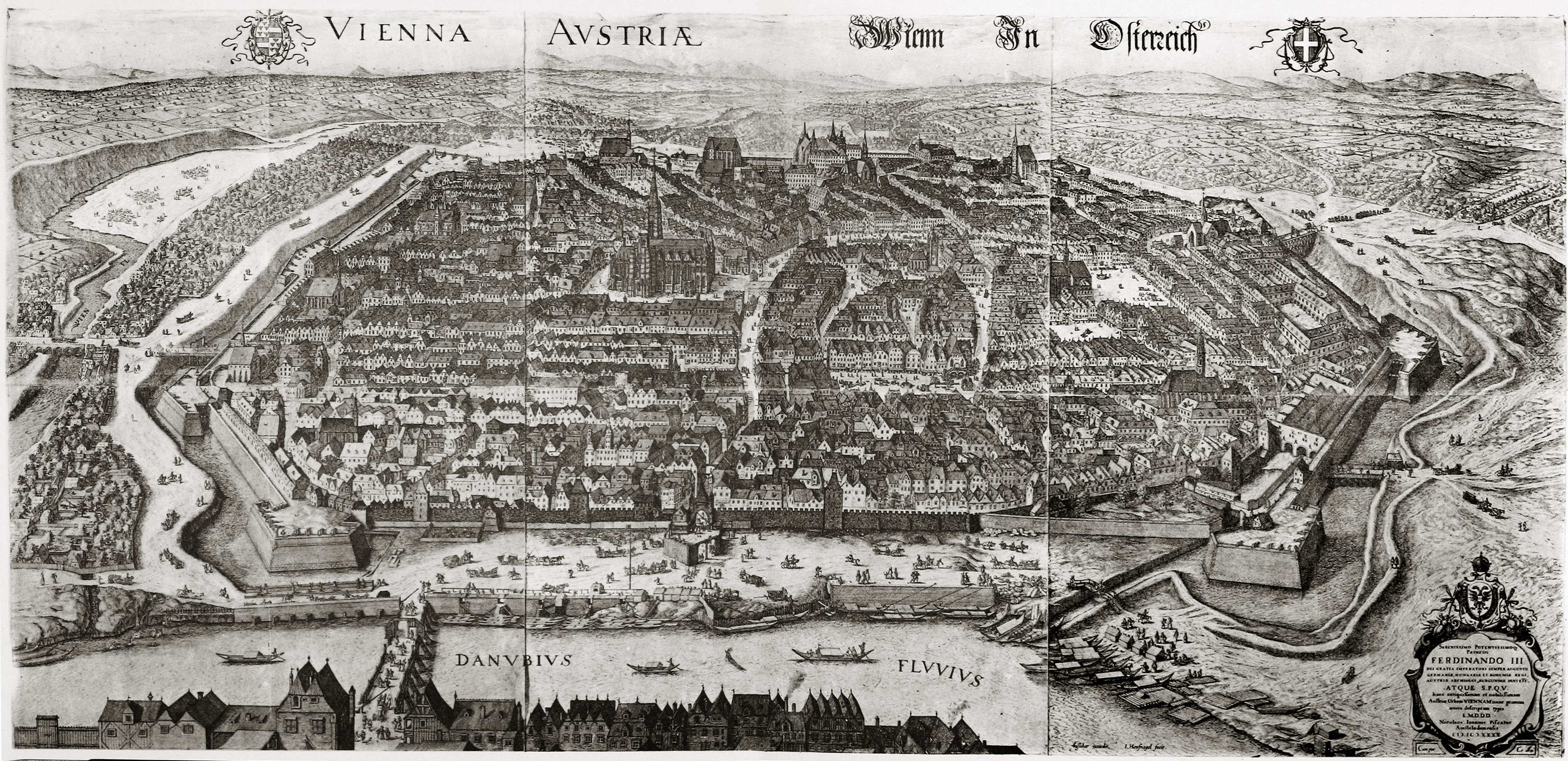
Opevněná Vídeň kolem roku 1609/1640, zde ještě bez ravelinu
Rytina od Jacoba Hoefnagela (1609)/Claes Jansz Visscher (1640)

Po prvním obléhání Vídně se začalo s opravami hradeb a vybudovaly se nové bastiony, které byly propojeny zesílenými hradbami nad městským příkopem. V příkopě, který nebyl zaplněn vodou, bylo postaveno 11 ravelinů a předsunuté pevnůstky mezi bastiony v příkopu. Příkop byl rozšířen na 20 m a měl hloubku 7–8 metrů. S obranou předměstí (glacis) se nepočítalo. Nezastavěné předpolí dosahovalo výjimečně šířky 500 m.

## Turecký postup
3. května dosáhlo turecké vojsko o síle 250 000 mužů a 300 děl Bělehradu. Sultán Mehmed IV. předal velení Kara Mustafovi. Císařské armádě velel Karel V. Lotrinský, který shromáždil vojsko o 28 000 pěších, 14 000 jezdcích a 92 děl. 8. června zaútočil Karel V. Lotrinský na pevnost Nové Zámky a dobyl předměstí. Kara Mustafa dorazil s vojskem 17. července k Moháči. Karel Lotrinský odtáhl ke Komárnu a pak k Rábu (Győr). 13. července posílil na poslední chvíli obranu města 6 000 pěšáky. 14. července obklopilo Vídeň 200 000 Turků, krymských Tatarů, sedmihradských Kuruců a dalších pomocných jednotek. Všechny obléhající jednotky urazily od března 1600 km.
Obránci Vídně odmítli tureckou výzvu ke kapitulaci. Několik dní před obležením Vídně byli zmasakrováni obyvatelé Perchtoldsdorfu, přestože přijali tureckou výzvu ke kapitulaci a Turkům otevřeli městské brány. Povražděno bylo také několik tisíc obyvatel Hainburgu.

## Obléhání Vídně

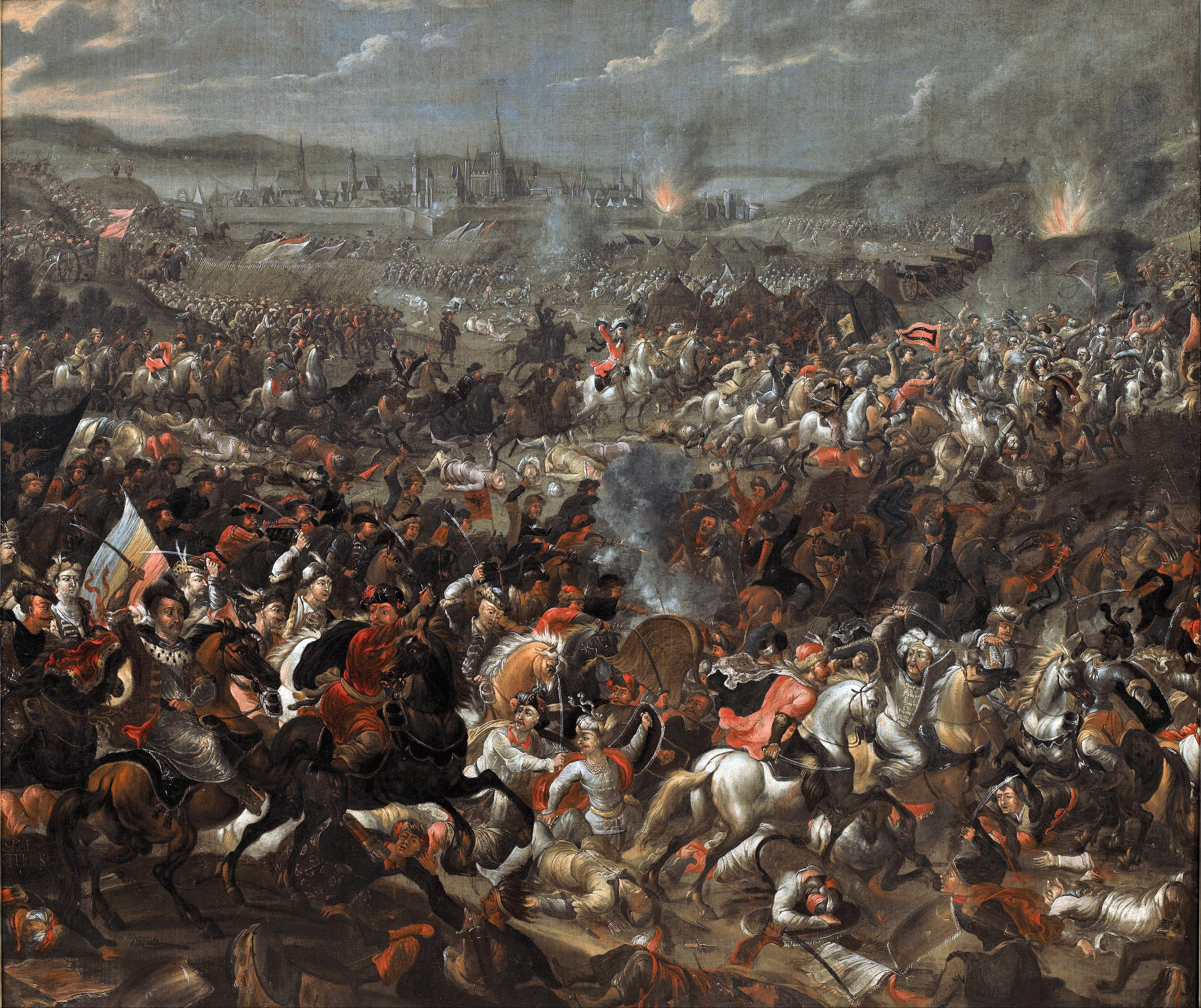
Porážka Turků u Vídně ukončila obležení města

Velitelem obleženého města se stal Ernst Rüdiger von Starhemberg a jeho zástupcem byl český šlechtic Zdeněk Kaplíř ze Sulevic. Pod jejich velením stálo 312 děl, 10 603 mužů, domobrana postavila 4 900 mužů plus jízdu kyrysnického pluku barona Dubignyho (8. dragounský) – celkem 16 000 obránců. 15. července začalo turecké dělostřelectvo ostřelovat hradby. 17. července byli Turci 40 kroků od hlavní hradby. Započata byla minová válka proti hradbám. Hlavní útok byl veden proti Löbelbastei. 25. července byl vyhozen do vzduchu podkop na konci hlavní hradby a do města proudili janičáři. Jejich útok byl zastaven a odražen do obléhacího příkopu. 3. srpna byl dobyt první ravelin v hlavním směru útoku a druhý den 4000 janičářů útočilo na centrum města. Tento útok byl také odražen za použití posledních záloh obránců.
Obležení města bylo ukončeno po dvou měsících bitvou u Vídně. Od počátku obležení ztratili císařští 8 000 mužů, provedli 24 výpadů a odolali osmnácti velkým tureckým útokům. Před útokem devatenáctým, který by s největší pravděpodobností byl i posledním, je zachránil příchod spojeného polsko-habsbursko-německého vojska, vedeného polským králem Janem III. Sobieským, lotrinským vévodou Karlem V. a bádenským markrabětem Ludvíkem Vilémem I. Vyprošťovací armáda o síle 70 000 mužů se objevila ráno 12. září na výšinách severně od obleženého města. Turci, kteří během obléhání ztratili na 45 000 vojáků (takže jim zbylo „pouhých“ 155 000 mužů), se jí téhož dne postavili v bitvě, kterou však prohráli a museli ještě téhož dne opustit nejen obléhací pozice, ale také svůj tábor a stáhnout se do Uher. V následujícím období pak postupně přišli o většinu územních zisků v Uhrách.